# Castello d'Agogna
Castello d'Agogna (Casté dla Gogna in dialetto lomellino) è un comune italiano di 1 076 abitanti della provincia di Pavia in Lombardia. Si trova nella Lomellina settentrionale, a breve distanza da Mortara, alla sinistra del fiume Agogna.

## Storia
Castello d'Agogna appartenne nel medioevo all'abbazia di Santa Croce di Mortara; nel 1387 venne infeudato ad Antonio Porro, conte di Pollenzo e signore di Robbio, ma ritornò probabilmente poco dopo allo Stato e forse non fu più infeudato, se non nel XVIII secolo, quando i Tarsis ebbero il titolo di Conti di Castel d'Agogna.
Nel 1713 passò con tutta la Lomellina sotto i Savoia, e nel 1859 entrò a far parte della provincia di Pavia.

### Simboli
Lo stemma del Comune di Castello d'Agogna è stato concesso con decreto del presidente della Repubblica del 23 luglio 2004.
Il castello e la fascia ondata — che simboleggia il torrente Agogna — evocano il nome del paese; le spighe rappresentano la tradizione agricola.
Il gonfalone è un drappo di bianco.

## Monumenti e luoghi d'interesse
- Castello Isimbardi, si tratta di un antico fortino del XII secolo, il castello diventa residenza signorile in età rinascimentale dando origine al centro abitato.[5] Tracce di un ponte levatoio e di finestre centinate si riscontrano nella facciata della torre che ospita l'ingresso sud-orientale del castello.[6] Il castello si compone di quattro edifici disposti in modo tale da delimitare un cortile quadrato,[6] con una torre d'angolo situata nella porzione ovest del complesso[6].

## Infrastrutture e trasporti
La Stazione di Castel d'Agogna, inaugurata nel 1872, era posta lungo la ferrovia Castagnole-Asti-Mortara e fu soppressa nel 2003.

## Sport
- Società Hockey Paolo Bonomi, squadra di hockey su prato maschile